# Doug Somner
Douglas McKenzie Somner, detto Doug (Edimburgo, 4 luglio 1951), è un ex calciatore britannico, nazionale scozzese di ruolo attaccante.

## Carriera
È stato il primo giocatore a segnare per il St Mirren nelle competizioni europee. Nella stagione 1979-80 è stato capocannoniere della Scottish Premier League.

## Palmarès

### Club

#### Competizioni nazionali
- Scottish First Division: 1

Partick Thistle: 1975-1976

#### Competizioni internazionali
- Coppa anglo-scozzese: 1

St. Mirren: 1979-1980